# Cyrtopogon nugator
Cyrtopogon nugator là một loài ruồi trong họ Asilidae. Cyrtopogon nugator được Osten-Sacken miêu tả năm 1877. Loài này phân bố ở vùng Tân Bắc giới.